# キミもマンガの主人公 週刊ケッカマチ
『キミもマンガの主人公 週刊ケッカマチ』（キミもマンガのしゅじんこう しゅうかんケッカマチ）は、朝日放送テレビで2021年4月4日から4月25日まで放送されていたバラエティ番組である。

## 概要
街頭インタビューに登場し、様々な結果待ちをしていく人の人生を漫画化していくといった内容である。
番組本編開始前の22時55分 - 23時枠で、事前ミニ番組として『まもなく週刊ケッカマチ』も別途放送。
広島ホームテレビでも、2021年5月1日から土曜16:00 - 16:30に遅れネットで放送している（5月22日は15:30から2週分を放送）。
静岡朝日テレビも、2021年5月16日から6月6日まで日曜13:55 - 14:20に遅れネットで放送されている。

## 出演者

### 編集長
- 松陰寺太勇（ぺこぱ） - 編集長[3]
- シュウペイ（ぺこぱ） - 副編集長[3]

### 見届け人
- 市川紗椰[3]

### ケッカマチ漫画アフレコ声優
- 山口勝平、岡村明美（第1・2回）[3]
- 日野聡、内田真礼（第3・4回）[3]

## スタッフ
- 漫画編集：信田朋嗣、戸塚亜希子
- 漫画家：矢尾なおや[4]、カジカ[5]、やまがき秀[6]、小山るんち[7]
- 構成：竹越陵
- TD：若林茂人
- CAM：植松賢一
- AUD：半田健
- VE：川崎修
- 美術プロデューサー：橋本昌和
- CG：大森清一郎
- TK：TBG
- 音効：安原裕人、秋庭加菜子
- 編集：増田徳樹
- MA：石塚翔子
- 技術協力：フジ・メディア・テクノロジー、IMAGICA Lab.、grasp
- 美術協力：フジアール
- 衣装協力：TELA、ASAMI FUJIKAWA、FREE LANCE、IRIS47
- 撮影協力：東京ソラマチ、ダイバーシティ東京プラザ、占い館BCAFE
- 編成：鈴鹿相哉（朝日放送テレビ）
- 宣伝：衣川淳子（朝日放送テレビ）
- 営業：佐々木聰子、伊地智厚太（いずれも朝日放送テレビ）
- デスク：杦本宣子
- AD：萩森彩華、秋山美菜子、幸徳夏澄、長谷川夏海
- AP：岩崎文昭
- ディレクター：次郎垣内保、堀田大輔、佐藤初好
- 演出：浅野克己（D-PORT）
- 総合演出：入口拓矢（FCC）
- プロデューサー：鈴保健一（FCC）、鈴木裕奈（FCC）、白石和也（朝日放送テレビ）
- チーフプロデューサー：桒山哲治（朝日放送テレビ）
- 制作：朝日放送テレビ、フジクリエイティブコーポレーション